# Матилда фон Липе
Мехтхилд (Матилда) фон Липе (на немски: Mechtild (Matilda) zur Lippe; * ок. 1280; † сл. 9 април 1366) от господство Липе е чрез женитба графиня на Бентхайм.
Тя е дъщеря на Симон I фон Липе († 1344), годподар на Липе, и съпругата му Аделхайд фон Валдек († 1339/1342), дъщеря на граф Хайнрих III фон Валдек († 1267). Сестра е на Бернхард, княжески епископ на Падерборн (1321 – 1341), Бернхард V и Ото,

## Фамилия
Мехтхилд се омъжва ок. 3 август 1310 г. за Йохан II фон Бентхайм († 1332, пр. 21 юли 1333), вторият син на граф Екберт I фон Бентхайм и графиня Хедвиг (Хайлвиг) фон Олденбург. Те имат децата: 

- Симон I (1317 – 1344), 1333 граф на Бентхайм, женен за Катарина фон Щайнфурт
- Ото III (1324 – 1379), 1344 граф на Бентхайм, отказва се 1364
- Йохан (Жан) († сл. 1324)
- Хедвиг († сл. 1371), омъжена пр. 7 март 1347 за Евервин IV фон Гьотерсвик († 1378)
- Тале († сл. 1324)
- Елизабет (1324 – 1372), абатиса на Хеерсе
- Кристиан (1324 – 1401), каноник в Кьолн
- Бернхард I фон Бентхайм (ok. 1330 – 1421), 1364 граф на Бентхайм, женен за Перонета фон Щайнфурт (ок. 1350 – 1404)